# Лу Чуньлун
Лу Чуньлу́н (кит. упр. 陆春龙, пиньинь Lù Chūnlóng, род.8 апреля 1989) — китайский прыгун на батуте, олимпийский чемпион и чемпион мира.

## Биография
Лу Чуньлун родился в 1989 году в посёлке Наньчжа городского уезда Цзянъинь городского округа Уси провинции Цзянсу. Когда ему было 4 года, семья переехала в Чанчжоу. С 1994 года он стал ходить в местную спортшколу, где занялся гимнастикой, а в 1997 году был отобран в сборную провинции. С 1998 года Китай начал активно развивать олимпийские виды спорта, и Лу Чуньлун занялся прыжками на батуте. В 2005 году он вошёл в национальную сборную.
В 2006 году Лу Чуньлун завоевал серебряную медаль Азиатских игр. В 2007 году он завоевал золотую медаль чемпионата мира в составе команды, в 2009 повторил этот результат (став серебряным призёром в индивидуальном первенстве). В 2008 году он завоевал золотую медаль Олимпийских игр, но на Олимпийских играх 2012 года был уже лишь бронзовым призёром.